# Charles Henry Gilbert
Charles Henry Gilbert (Rockford (Illinois), 5 de dezembro de 1859 - ?, 20 de abril de 1928) foi um ictiólogo estadunidense. 
Cresceu em Indianápolis, Indiana, onde foi intelectualmente influenciado pelo naturalista e professor David Starr Jordan. 
Gilbert estudou na Universidade de Indiana, em Bloomington, onde recebeu o seu mestrado, em 1882, e o doutorado, em 1883. O seu doutorado foi o primeiro concedido por aquela universidade. 
Na década de 1870, Jordan e Gilbert exploraram os rios e riachos de Indiana e do sudeste dos Estados Unidos, descrevendo várias espécies novas de peixes. Em dezembro de 1879, como assistente de Jordan, ele seguiu para São Francisco, na Califórnia, para fazer uma pesquisa pioneira com o objetivo de descobrir novas espécies de peixe, em um trabalho que consistiu na base de um estudo de quase 50 anos sobre peixes e habitats da costa do Pacífico, conduzido pela equipe de Jordan e Gilbert. 
Ao receber o doutorado, aos 24 anos de idade, ele já era autor de mais de 80 trabalhos científicos. Gilbert lecionou na Universidade de Indiana de 1880 a 1884. De 1884 a 1888 foi professor de história natural da Universidade de Cincinnati, em Ohio. Em 1889, Gilbert retornou à Universidade de Indiana como professor de história natural. Em 1890, Gilbert foi escolhido por Jordan, que tornou-se o primeiro presidente da recém-fundada Universidade Stanford, para ser o diretor do Departamento de Zoologia daquela instituição de ensino. 
A partir de então, Gilbert deu início a uma carreira na Universidade Stanford que durou quase 37 anos. Ele concentrou-se no estudo de peixes da costa do Pacífico, em sua maioria marinhos, e participou de várias expedições a bordo do Albatross, um navio a vapor da U.S. Fish Comission. Essas expedições incluíram viagens ao Alasca, ao Havaí e ao Arquipélago Japonês. 
Como ictiólogo descritivo pioneiro, Gilbert descreveu, sozinho ou em parceria com outros cientistas, cerca de 119 novos gêneros e  620 novas espécies de peixes. Por volta de 1909, ele passou a concentrar-se no estudo do salmão-do-pacífico (Oncorhynchus spp.), tornando-se uma das maiores autoridades neste peixe. 
Gilbert aposentou-se em 1925, mas continuou fazendo pesquisas como professor emérito. Ele morreu em 20 de abril de 1928, aos 68 anos de idade.